# کمال هبری
کمال هبری (عربی: كمال هبري؛ زادهٔ ۵ مارس ۱۹۷۶) بازیکن فوتبال اهل الجزایر بود.
از باشگاه‌هایی که در آن بازی کرده‌است می‌توان به باشگاه فوتبال القبائل اشاره کرد.
وی همچنین در تیم ملی فوتبال الجزایر بازی کرده‌است.